# Montady
Montady is een gemeente in het Franse departement Hérault (regio Occitanie). De plaats maakt deel uit van het arrondissement Béziers. Montady telde op 1 januari 2022 4.020 inwoners.

## Geografie
De oppervlakte van Montady bedroeg op 1 januari 2022 9,95 vierkante kilometer; de bevolkingsdichtheid was toen 404 inwoners per km².

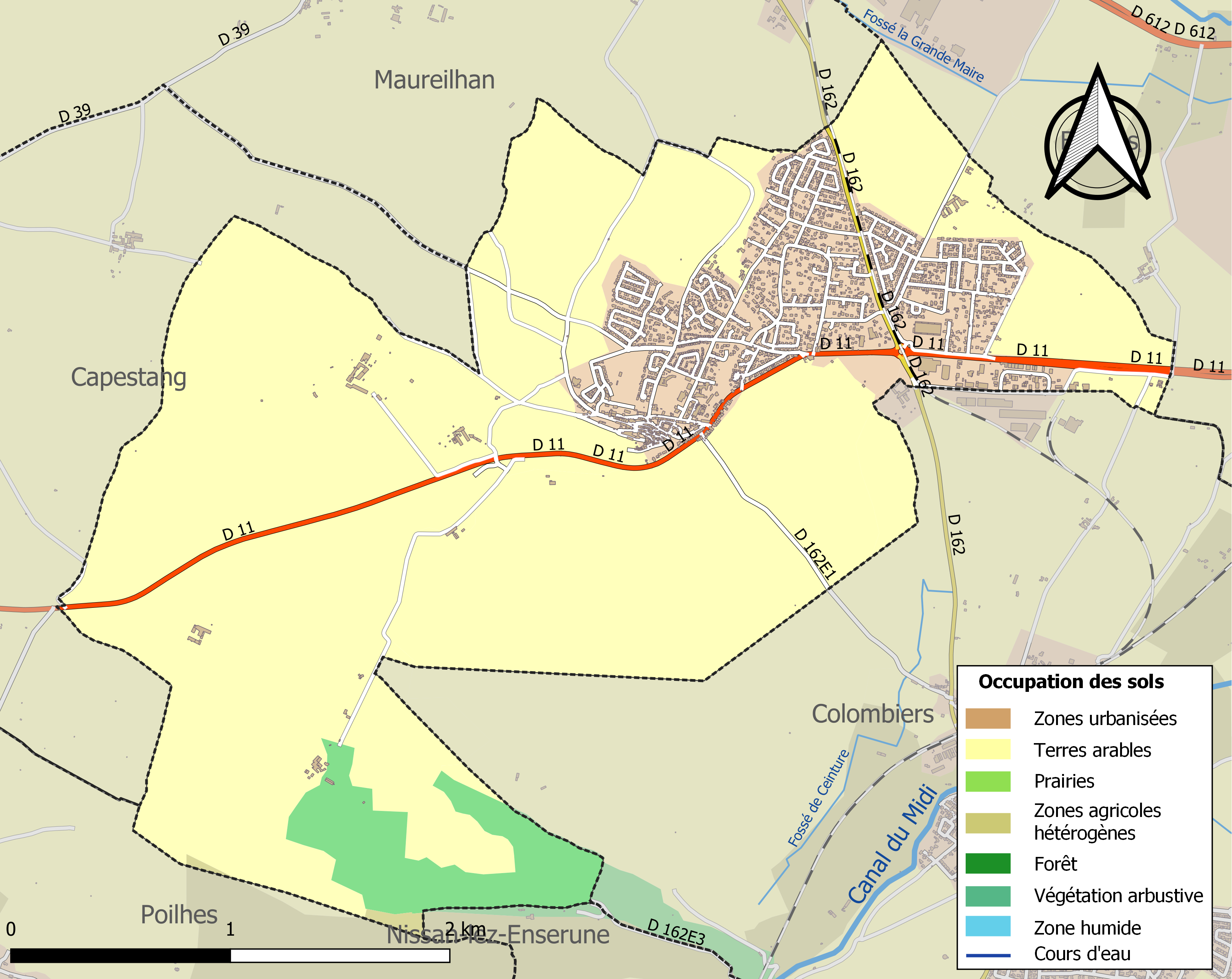
Kaart van de gemeente met belangrijkste infrastructuur, bodemgebruik en omliggende gemeenten

## Demografie
Onderstaande figuur toont het verloop van het inwonertal (bron: INSEE-tellingen).